# Bahnstrecke Aillevillers–Plombières-les-Bains
| Bahnhof Plombières-les-Bains, 1900er Jahre |                      |                                                                          |                                                                          |
| Streckennummer (SNCF): | 053 000              |                                                                          |                                                                          |
| Kursbuchstrecke (SNCF): | ehem. 168            |                                                                          |                                                                          |
| Streckenlänge: | 10,8 km              |                                                                          |                                                                          |
| Spurweite: | 1435 mm (Normalspur) |                                                                          |                                                                          |
| Maximale Neigung: | 18 ‰                 |                                                                          |                                                                          |
| |                      |                                                                          |                                                                          |
| \| \| \| Bahnstrecke Blainville-Damelevières–Lure von Lure \| \| \| \| \| \| \| \| \| \| Bahnstrecke Aillevillers–Port-d’Atelier-Amance von Port-d’Atelier-Amance \| \| \| \| \| \| \| \| \| 94,2 0,0 \| Aillevillers \| 282 m \| \| \| \| Bahnstrecke Blainville-Damelevières–Lure n. Blainville-D. \| \| \| \| ~3,3 \| Le Grand Fahys \| Le Grand Fahys \| \| \| ~7,4 \| La Balance \| 354 m \| \| \| ~8,3 \| Département Haute-Saône/Vosges \| Département Haute-Saône/Vosges \| \| \| ~10,4 \| D 157b (ehem. N 57bis) \| D 157b (ehem. N 57bis) \| \| \| \| Augronne \| \| \| \| \| \| \| \| \| \| Industriebahn von Forges-de-Semouse (9 km; 0,60 m; 1922–1953)[1] \| \| \| \| \| \| \| \| \| 10,7 \| Plombières-les-Bains \| 406 m \| \| \| 10,8 \| Streckenende \| Streckenende \| |                      |                                                                          |                                                                          |
| |                      | Bahnstrecke Blainville-Damelevières–Lure von Lure                        |                                                                          |
| |                      |                                                                          |                                                                          |
| Abzweig geradeaus und ehemals von links |                      | Bahnstrecke Aillevillers–Port-d’Atelier-Amance von Port-d’Atelier-Amance | Bahnstrecke Aillevillers–Port-d’Atelier-Amance von Port-d’Atelier-Amance |
| |                      |                                                                          |                                                                          |
| Bahnhof | 94,2 0,0             | Aillevillers                                                             | 282 m                                                                    |
| Abzweig ehemals geradeaus und nach links |                      | Bahnstrecke Blainville-Damelevières–Lure n. Blainville-D.                | Bahnstrecke Blainville-Damelevières–Lure n. Blainville-D.                |
| Haltepunkt / Haltestelle (Strecke außer Betrieb) | ~3,3                 | Le Grand Fahys                                                           | Le Grand Fahys                                                           |
| Haltepunkt / Haltestelle (Strecke außer Betrieb) | ~7,4                 | La Balance                                                               | 354 m                                                                    |
| Grenze (Strecke außer Betrieb) | ~8,3                 | Département Haute-Saône/Vosges                                           | Département Haute-Saône/Vosges                                           |
| Strecke geradeaus (außer Betrieb) | ~10,4                | D 157b (ehem. N 57bis)                                                   | D 157b (ehem. N 57bis)                                                   |
| |                      | Augronne                                                                 |                                                                          |
| |                      |                                                                          |                                                                          |
| Strecke · U-Bahn-Strecke von links (außer Betrieb) |                      | Industriebahn von Forges-de-Semouse (9 km; 0,60 m; 1922–1953)            | Industriebahn von Forges-de-Semouse (9 km; 0,60 m; 1922–1953)            |
| |                      |                                                                          |                                                                          |
| Bahnhof (Strecke außer Betrieb) · U-Bahn-Betriebs-/Güterbahnhof Streckenende | 10,7                 | Plombières-les-Bains                                                     | 406 m                                                                    |
| | 10,8                 | Streckenende                                                             | Streckenende                                                             |

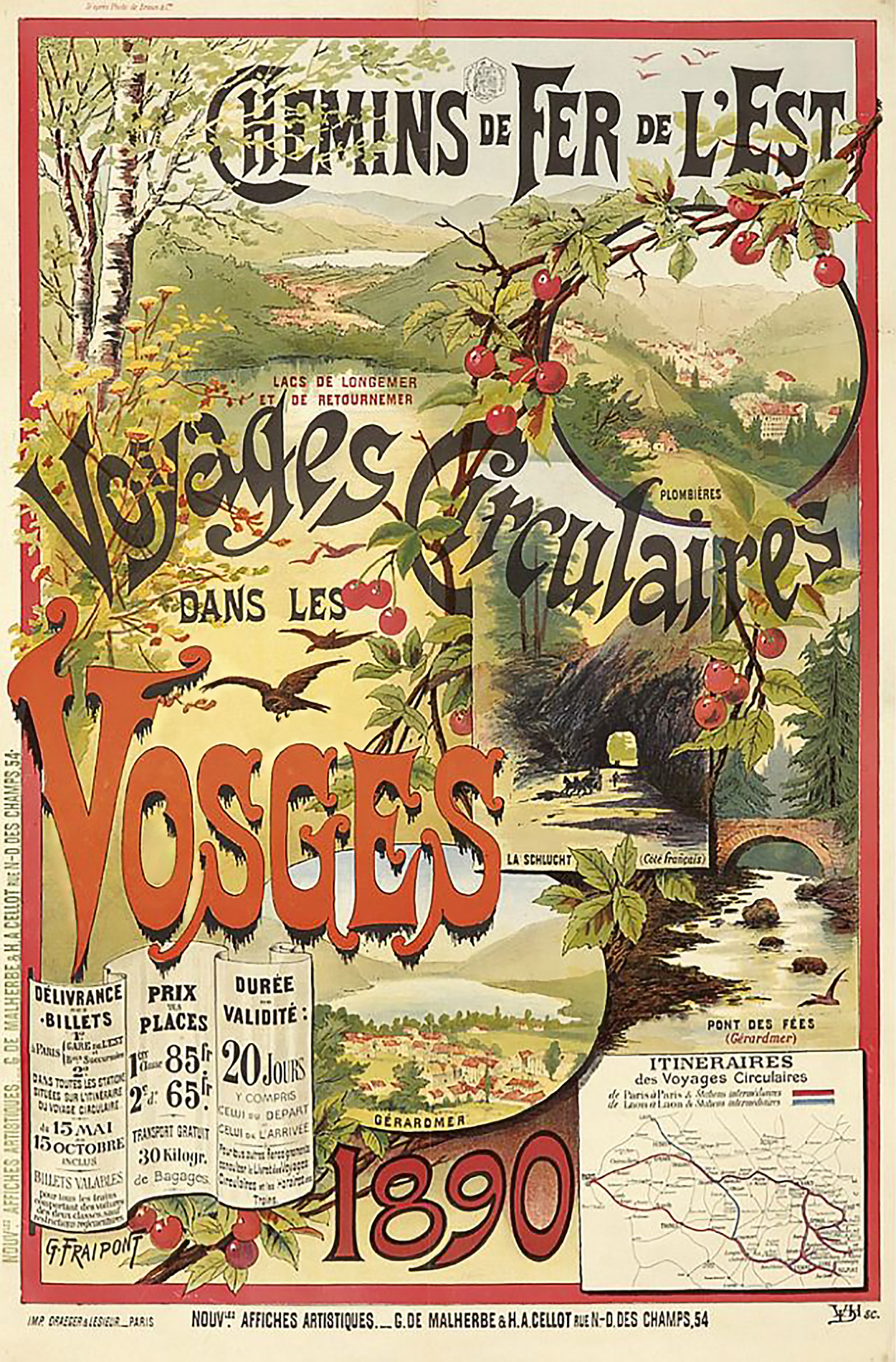
Plakat zur Tourismuswerbung, Frühjahr 1890

Die Bahnstrecke Aillevillers–Plombières-les-Bains war eine knapp 11 km kurze, eingleisige Stichstrecke, die in nordöstliche Richtung von der Bahnstrecke Blainville-Damelevières–Lure abzweigte und den Badeort Plombières-les-Bains verband. Bis in die zweite Hälfte des 20. Jahrhunderts gab es in der Saison täglich Kurswagen von Paris, um die Kurgäste umstiegsfrei zu ihren Heilanwendungen zu transportieren.

## Geschichte
Die Strecke wurde am 17. Juni 1873 für die Bahngesellschaft Compagnie des chemins de fer de l’Est konzessioniert und für gemeinnützig erklärt. Bereits seit 1860 war die Stammstrecke Aillevillers–Port-d’Atelier-Amance in Betrieb. Der aufkommende Bädertourismus verlangte nach einer bequemen Anreise. Über die Jahre sollten sowohl Tages- als auch Nachtverbindungen von Paris nach Plombières bedient werden, die etwa acht bis neun Stunden Fahrtzeit beanspruchten. Dafür wurden sogenannte Trains d’eaux (Wasserzüge) eingesetzt, die mehrere Stunden nach der Abfahrt in Paris keinen planmäßigen Halt hatten, dann aber an vielen, teils sehr kleinen Stationen hielten, weil dort Kurbetrieb abgehalten wurde. Der Bahnhof Aillevillers war für die Kurswagen ein wichtiger Halt, weil hier Wagen für drei verschiedene Destinationen getrennt wurden, nämlich neben der kurzen Fahrt nach Plombières nach Luxeuil-les-Bains und nach Gérardmer über Bains-les-Bains, Epinal und Bussang.
Der Verlauf zwischen Aillevillers und Plombières im Tal der Augronne und parallel zur N 57bis war topografisch anspruchslos und erforderte keine besonderen Brücken- oder Tunnelbauwerke. 200 Meter vor dem Endbahnhof Plombières-les-Bains mussten beide Hindernisse mit einer Brücke überquert werden. Entsprechend zügig konnte gebaut und die Strecke am 14. Juni 1878 in Betrieb genommen werden.

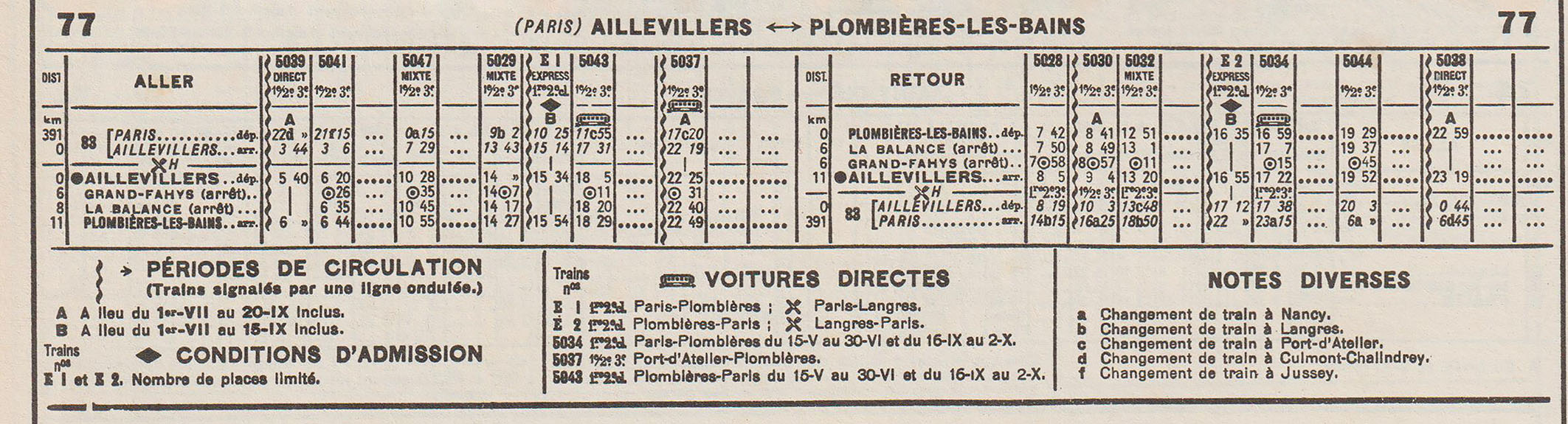
Fahrplan nach Übernahme der SNCF, Januar 1938

Der Bahnverkehr endete relativ abrupt: Schon am 3. April 1977 wurde der Personenverkehr, am 1. Oktober 1978 der Güterverkehr geschlossen. Der Badebetrieb in Plombières lief nicht mehr, die Infrastruktur war veraltet und der Aufenthalt galt nicht mehr als chic. Anschließend wurde sie am 17. September 1980 entwidmet (PK 0,215 bis 10,815). Das Gleis wurde 1981 abgebaut. Die ehemalige Trasse ist zugewachsen. Nur an wenigen Stellen sind noch Reste der Kunstbauwerke zu erkennen. Einzig der Bahnhof in Plombiéres ist renoviert worden und wird als Spielkasino genutzt.